# Lomé-Tokoins internationella flygplats
Lomé-Tokoins internationella flygplats, franska: Aéroport international de Lomé-Tokoin, även benämnd Aéroport international Gnassingbé Eyadéma, är en internationell flygplats i Togo. Den ligger i stadsdelen Tokoin i den nordöstra delen av landets huvudstad Lomé och är landets största flygplats.
Flygplatsen är uppkallad efter Gnassingbé Eyadéma, Togos president 1967–2005.